# Ausztria az 1992. évi nyári olimpiai játékokon
Ausztria a spanyolországi Barcelonában megrendezett 1992. évi nyári olimpiai játékok egyik részt vevő nemzete volt. Az országot az olimpián 17 sportágban 102 sportoló képviselte, akik összesen 2 érmet szereztek.

## Érmesek
| Érem  | Versenyző                                          | Sportág  | Versenyszám        |
| ----- | -------------------------------------------------- | -------- | ------------------ |
| Ezüst | Arnold Jonke Christoph Zerbst                      | Evezés   | Férfi kétpárevezős |
| Ezüst | Boris Boor Thomas Frühmann Jörg Münzner Hugo Simon | Lovaglás | Díjugratás, csapat |

## Asztalitenisz
Férfi
| Versenyző             | Versenyszám | Csoportkör | Csoportkör | Nyolcaddöntő                  | Negyeddöntő                      | Elődöntő          | Döntő             | Helyezés |
| Versenyző             | Versenyszám | Ellenfél Eredmény | Hely.      | Ellenfél Eredmény             | Ellenfél Eredmény                | Ellenfél Eredmény | Ellenfél Eredmény | Helyezés |
| --------------------- | ----------- | --- | ---------- | ----------------------------- | -------------------------------- | ----------------- | ----------------- | -------- |
| Yi Ding               | Egyes       | O csoport · Rubén Arado (CUB) · 2-0 · Peter Jackson (NZL) · 2-0 · Sibutani Hirosi (JPN) · 2-0                                                            | 1.         | Jean-Michel Saive (BEL) · 3-0 | Jean-Philippe Gatien (FRA) · 2-3 | kiesett           | kiesett           | 5.       |
| Erich Amplatz Yi Ding | Páros       | A csoport · Svédország (SWE) · Erik Lindh · Jörgen Persson · 0-2 · Dél-Korea (KOR) · I Csholszung (Lee Cheol-Seung) · Kang Hicshan (Gang Hui-Chan) · 0-2 | 3.         |                               | kiesett                          | kiesett           | kiesett           | 17.      |

## Atlétika
Férfi
| Versenyző                                                           | Versenyszám     | Előfutam | Előfutam | Előfutam | Negyeddöntő | Negyeddöntő | Negyeddöntő | Elődöntő         | Elődöntő         | Elődöntő         | Döntő   | Döntő    |
| Versenyző                                                           | Versenyszám     | Idő      | Hely.    | Össz.    | Idő         | Hely.       | Össz.       | Idő              | Hely.            | Össz.            | Idő     | Helyezés |
| ------------------------------------------------------------------- | --------------- | -------- | -------- | -------- | ----------- | ----------- | ----------- | ---------------- | ---------------- | ---------------- | ------- | -------- |
| Andreas Berger                                                      | 100 m           | kizárták | kizárták | kizárták | kiesett     | kiesett     | kiesett     | kiesett          | kiesett          | kiesett          | kiesett | kiesett  |
| Andreas Berger                                                      | 200 m           | 21,02    | 2.       | 19.*     | 21,02       | 6.          | 28.         | kiesett          | kiesett          | kiesett          | kiesett | kiesett  |
| Christoph Pöstinger                                                 | 200 m           | 21,02    | 3.       | 19.*     | 20,83       | 5.          | 22.*        | kiesett          | kiesett          | kiesett          | kiesett | kiesett  |
| Herwig Röttl                                                        | 110 m gát       | 13,41    | 2.       | 5.       | 13,68       | 3.          | 11.         | nem állt rajthoz | nem állt rajthoz | nem állt rajthoz | kiesett | kiesett  |
| Michael Buchleitner                                                 | 3000 m akadály  | 8:40,46  | 8.       | 27.      |             |             |             | kiesett          | kiesett          | kiesett          | kiesett | kiesett  |
| Helmut Schmuck                                                      | Maraton         |          |          |          |             |             |             |                  |                  |                  | 2:23:38 | 47.      |
| Stefan Wögerbauer                                                   | 50 km gyaloglás |          |          |          |             |             |             |                  |                  |                  | 4:17:25 | 26.      |
| Christoph Pöstinger Thomas Renner Andreas Berger Franz Ratzenberger | 4 × 100 m váltó | 39,86    | 3.       | 11.      |             |             |             | 39,34            | 3.               | 9.               | 39,30   | 7.       |

| Versenyző         | Versenyszám   | Selejtező | Selejtező | Döntő    | Döntő    |
| Versenyző         | Versenyszám   | Eredmény  | Helyezés  | Eredmény | Helyezés |
| ----------------- | ------------- | --------- | --------- | -------- | -------- |
| Klaus Bodenmüller | Súlylökés     | 19,86 m   | 10.       | 20,48 m  | 6.       |
| Hans Lindner      | Kalapácsvetés | 75,28 m   | 10.       | 75,14 m  | 9.       |

| Versenyző         | Versenyszám | 100 m | 100 m | Távolugrás | Távolugrás | Súlylökés | Súlylökés | Magasugrás | Magasugrás | 400 m | 400 m | 110 m gát | 110 m gát | Diszkoszvetés | Diszkoszvetés | Rúdugrás | Rúdugrás | Gerelyhajítás | Gerelyhajítás | 1500 m  | 1500 m | Végeredmény | Végeredmény |
| Versenyző         | Versenyszám | Idő   | Pont  | Eredmény   | Pont       | Eredmény  | Pont      | Eredmény   | Pont       | Idő   | Pont  | Idő       | Pont      | Eredmény      | Pont          | Eredmény | Pont     | Eredmény      | Pont          | Idő     | Pont   | Pont        | Helyezés    |
| ----------------- | ----------- | ----- | ----- | ---------- | ---------- | --------- | --------- | ---------- | ---------- | ----- | ----- | --------- | --------- | ------------- | ------------- | -------- | -------- | ------------- | ------------- | ------- | ------ | ----------- | ----------- |
| Gernot Kellermayr | Tízpróba    | 10,49 | 977   | 753 cm     | 942        | 14,56 m   | 763       | 191 cm     | 723        | 47,91 | 913   | 14,64     | 894       | 45,06 m       | 768           | 480 cm   | 849      | 53,74 m       | 644           | 4:52,56 | 603    | 8076        | 11.         |

Női
| Versenyző      | Versenyszám | Előfutam | Előfutam | Előfutam | Negyeddöntő | Negyeddöntő | Negyeddöntő | Elődöntő | Elődöntő | Elődöntő | Döntő   | Döntő    |
| Versenyző      | Versenyszám | Idő      | Hely.    | Össz.    | Idő         | Hely.       | Össz.       | Idő      | Hely.    | Össz.    | Idő     | Helyezés |
| -------------- | ----------- | -------- | -------- | -------- | ----------- | ----------- | ----------- | -------- | -------- | -------- | ------- | -------- |
| Sabine Tröger  | 100 m       | 11,69    | 5.       | 28.*     | 11,76       | 8.          | 29.         | kiesett  | kiesett  | kiesett  | kiesett | kiesett  |
| Sabine Tröger  | 200 m       | 23,72    | 3.       | 26.      | 23,41       | 7.          | 23.         | kiesett  | kiesett  | kiesett  | kiesett | kiesett  |
| Theresia Kiesl | 1500 m      | 4:07,81  | 7.       | 7.       |             |             |             | 4:07,46  | 12.      | 19.      | kiesett | kiesett  |

| Versenyző        | Versenyszám   | Selejtező | Selejtező | Döntő    | Döntő    |
| Versenyző        | Versenyszám   | Eredmény  | Helyezés  | Eredmény | Helyezés |
| ---------------- | ------------- | --------- | --------- | -------- | -------- |
| Sigrid Kirchmann | Magasugrás    | 192 cm    | 15.       | 194 cm   | 5.       |
| Ljudmila Ninova  | Távolugrás    | 653 cm    | 12.       | kiesett  | kiesett  |
| Ursula Weber     | Diszkoszvetés | 51,62 m   | 27.       | kiesett  | kiesett  |

* - egy másik versenyzővel azonos időt ért el

## Birkózás
Kötöttfogású
| Versenyző    | Versenyszám | Csoportkör | Csoportkör | Helyosztók                           | Helyosztók        | Helyosztók               | Bronz- mérkőzés   | Döntő             | Helyezés |
| Versenyző    | Versenyszám | Csoportkör | Csoportkör | 9. helyért                           | 7. helyért        | 5. helyért               | Bronz- mérkőzés   | Döntő             | Helyezés |
| Versenyző    | Versenyszám | Ellenfél Eredmény | Hely.      | Ellenfél Eredmény                    | Ellenfél Eredmény | Ellenfél Eredmény        | Ellenfél Eredmény | Ellenfél Eredmény | Helyezés |
| ------------ | ----------- | --- | ---------- | ------------------------------------ | ----------------- | ------------------------ | ----------------- | ----------------- | -------- |
| Anton Marchl | 74 kg       | A csoport · Youssef Bouguerra (ALG) · 11-3 · José Alberto Recuero (ESP) · 4-1 · Torbjörn Kornbakk (SWE) · 1-5 · Željko Trajković (IOP) · 5-2 · Józef Tracz (POL) · 0-5 | 3.         |                                      |                   | Yvon Riemer (FRA) · 0-12 |                   |                   | 6.       |
| Franz Marx   | 90 kg       | B csoport · Mohamed Naouar (TUN) · 5-0 · Reynaldo Peña (CUB) · 3-4 · Mikael Ljungberg (SWE) · 1-4                                                                      | 5.         | Ivajlo Jordanov (BUL) · visszalépett |                   |                          |                   |                   | 9.       |

## Cselgáncs
Férfi
| Versenyző          | Versenyszám | Selejtező                          | 32-es főtábla                    | Nyolcaddöntő                              | Negyeddöntő                       | Elődöntő          | Vigaszág első kör | Vigaszág nyolcaddöntő | Vigaszág negyeddöntő            | Vigaszág elődöntő | Bronz- mérkőzés   | Döntő             | Helyezés |
| Versenyző          | Versenyszám | Ellenfél Eredmény                  | Ellenfél Eredmény                | Ellenfél Eredmény                         | Ellenfél Eredmény                 | Ellenfél Eredmény | Ellenfél Eredmény | Ellenfél Eredmény     | Ellenfél Eredmény               | Ellenfél Eredmény | Ellenfél Eredmény | Ellenfél Eredmény | Helyezés |
| ------------------ | ----------- | ---------------------------------- | -------------------------------- | ----------------------------------------- | --------------------------------- | ----------------- | ----------------- | --------------------- | ------------------------------- | ----------------- | ----------------- | ----------------- | -------- |
| Manfred Hiptmair   | Légsúly     | Lee Kan (HKG) · 0001-0000          | Vlado Paradžik (BIH) · 1000-0000 | Ali Hejdar Ali Mohammed (KUW) · 0010-0000 | Kosino Tadanori (JPN) · 0000-1000 |                   |                   |                       | Wágner József (HUN) · 0000-1000 | kiesett           | kiesett           |                   | 9.       |
| Norbert Haimberger | Könnyűsúly  | Edgardo Antinori (ARG) · 1000-0000 | Jorma Korhonen (FIN) · 0000-0010 | kiesett                                   | kiesett                           | kiesett           |                   |                       |                                 |                   |                   |                   | 22.      |
| Anton Summer       | Váltósúly   | erőnyerő                           | António Matias (POR) · 1100-0000 | Bertrand Damaisin (FRA) · 0000-1000       | kiesett                           | kiesett           |                   |                       |                                 |                   |                   |                   | 18.      |

Női
| Versenyző          | Versenyszám | Selejtező                          | Nyolcaddöntő                         | Negyeddöntő                           | Elődöntő          | Vigaszág nyolcaddöntő | Vigaszág negyeddöntő               | Vigaszág elődöntő | Bronz- mérkőzés   | Döntő             | Helyezés |
| Versenyző          | Versenyszám | Ellenfél Eredmény                  | Ellenfél Eredmény                    | Ellenfél Eredmény                     | Ellenfél Eredmény | Ellenfél Eredmény     | Ellenfél Eredmény                  | Ellenfél Eredmény | Ellenfél Eredmény | Ellenfél Eredmény | Helyezés |
| ------------------ | ----------- | ---------------------------------- | ------------------------------------ | ------------------------------------- | ----------------- | --------------------- | ---------------------------------- | ----------------- | ----------------- | ----------------- | -------- |
| Michaela Bornemann | Légsúly     | V.Lafon (USA) · visszalépett       | Annikka Mutanen (FIN) · 1000-0000    | Szalíma esz-Szuákri (ALG) · 0000-0001 |                   |                       | María Villapol (VEN) · 0000-0100   | kiesett           | kiesett           |                   | 9.       |
| Barbara Eck        | Könnyűsúly  | Gudrun Hausch (GER) · 1100-0000    | Nicola Fairbrother (GBR) · 0000-0001 |                                       |                   |                       | Catherine Arnaud (FRA) · 0000-0010 | kiesett           | kiesett           |                   | 9.       |
| Susanne Profanter  | Váltósúly   | Eleucadia Vargas (DOM) · 0010-0000 | Diane Bell (GBR) · 0000-0010         | kiesett                               | kiesett           |                       |                                    |                   |                   |                   | 16.      |

## Evezés
Férfi
| Versenyző                                                           | Versenyszám              | Előfutam | Előfutam | Vigaszág | Vigaszág | Elődöntő | Elődöntő | Elődöntő | Döntő | Döntő   | Döntő | Helyezés |
| Versenyző                                                           | Versenyszám              | Idő      | Hely.    | Idő      | Hely.    | Típus    | Idő      | Hely.    | Típus | Idő     | Hely. | Helyezés |
| ------------------------------------------------------------------- | ------------------------ | -------- | -------- | -------- | -------- | -------- | -------- | -------- | ----- | ------- | ----- | -------- |
| Harald Faderbauer                                                   | Egypárevezős             | 6:57,72  | 1.       |          |          | A/B      | 7:42,85  | 6.       | B     | 6:58,97 | 2.    | 8.       |
| Arnold Jonke Christoph Zerbst                                       | Kétpárevezős             | 6:40,19  | 1.       |          |          | A/B      | 6:18,52  | 1.       | A     | 6:18,42 | 2.    |          |
| Karl Sinzinger, Jr. Hermann Bauer                                   | Kormányos nélküli kettes | 7:44,81  | 4.       | 6:52,89  | 2.       | A/B      | 6:45,42  | 5.       | B     | 6:46,68 | 6.    | 12.      |
| Volkmar Kuttelwascher Dietmar Kuttelwascher Markus Irle (kormányos) | Kormányos kettes         | 7:14,29  | 4.       | 7:21,06  | 3.       | A/B      | 7:05,89  | 5.       | B     | 7:12,40 | 4.    | 10.      |
| Günther Schuster Walter Kaiser Gert Port Horst Nußbaumer            | Négypárevezős            | 6:01,12  | 5.       | 6:02,96  | 6.       |          |          |          | C     | 6:13,75 | 2.    | 14.      |

## Kajak-kenu

### Síkvízi
Női
| Versenyző       | Versenyszám       | Előfutam | Előfutam | Előfutam | Elődöntő | Elődöntő | Elődöntő | Döntő   | Döntő    |
| Versenyző       | Versenyszám       | Idő      | Hely.    | Össz.    | Idő      | Hely.    | Össz.    | Idő     | Helyezés |
| --------------- | ----------------- | -------- | -------- | -------- | -------- | -------- | -------- | ------- | -------- |
| Uschi Profanter | Kajak egyes 500 m | 1:56,25  | 5.       | 8.       | 1:52,86  | 4.       | 9.       | 1:53,17 | 5.       |

### Szlalom
Férfi
| Versenyző     | Versenyszám | Döntő    | Döntő    | Döntő    | Döntő    | Döntő         | Helyezés |
| Versenyző     | Versenyszám | 1. futam | 1. futam | 2. futam | 2. futam | Jobb eredmény | Helyezés |
| Versenyző     | Versenyszám | Pont     | Hely.    | Pont     | Hely.    | Pont          | Helyezés |
| ------------- | ----------- | -------- | -------- | -------- | -------- | ------------- | -------- |
| Gregor Becke  | Kajak egyes | 133,65   | 35.      | 123,62   | 25.      | 123,62        | 33.      |
| Manuel Köhler | Kajak egyes | 113,68   | 13.      | 117,06   | 15.      | 113,68        | 17.      |
| Horst Pock    | Kajak egyes | 112,22   | 9.       | 114,41   | 8.       | 112,22        | 12.      |

## Kerékpározás

### Országúti kerékpározás
Férfi
| Versenyző          | Versenyszám   | Idő            | Helyezés |
| ------------------ | ------------- | -------------- | -------- |
| Andreas Langl      | Mezőnyverseny | 4:35:56(+0:35) | 54.      |
| Peter Luttenberger | Mezőnyverseny | 4:35:56(+0:35) | 29.      |
| Georg Totschnig    | Mezőnyverseny | 4:35:56(+0:35) | 56.      |

### Pálya-kerékpározás
Időfutam
| Versenyző            | Versenyszám           | Idő      | Helyezés |
| -------------------- | --------------------- | -------- | -------- |
| Christian Meidlinger | Férfi egyéni időfutam | 1:06,509 | 13.      |

Pontversenyek
| Versenyző     | Versenyszám       | Selejtező | Selejtező | Selejtező | Selejtező | Döntő     | Döntő | Helyezés |
| Versenyző     | Versenyszám       | Csoport   | lekörözés | Pont      | Hely.     | lekörözés | Pont  | Helyezés |
| ------------- | ----------------- | --------- | --------- | --------- | --------- | --------- | ----- | -------- |
| Franz Stocher | Férfi pontverseny | A         | 1         | 31        | 2.        | -         | 18    | 9.       |

## Kézilabda

### Női
| Osztrák női kézilabdacsapat-játékoskeret                                                                              | Osztrák női kézilabdacsapat-játékoskeret                                                                                 |
| --- | --- |
| - Stanka Bozovic - Slavica Djukić - Jadranka Jez - Kerstin Jönßon - Edith Matei - Jasna Kolar-Merdan - Iris Morhammer | - Nicole Peissl - Karin Prokop - Marianna Racz - Natalia Rusnatchenko - Barbara Strass - Liliana Topea - Teresa Zurowski |

#### Eredmények
Csoportkör
B csoport
| Csapat              | M | Gy | D | V | G+ | G– | Gk  | P |
| ------------------- | - | -- | - | - | -- | -- | --- | - |
| Dél-Korea (KOR)     | 3 | 2  | 1 | 0 | 82 | 61 | +21 | 5 |
| Norvégia (NOR)      | 3 | 2  | 0 | 1 | 55 | 60 | –5  | 4 |
| Ausztria (AUT)      | 3 | 1  | 1 | 1 | 64 | 62 | +2  | 3 |
| Spanyolország (ESP) | 3 | 0  | 0 | 3 | 50 | 68 | –18 | 0 |

| 1992. július 30. 11:30 | Ausztria (AUT) | 20–16 | Spanyolország (ESP) | Játékvezetők: Johansson, Kjellkvist (SWE) |
| 1992. július 30. 11:30 | Kolar-Merdan 5 | (9–4) | Vizcaíno 6          | Játékvezetők: Johansson, Kjellkvist (SWE) |
| 1992. július 30. 11:30 |                |       |                     | Játékvezetők: Johansson, Kjellkvist (SWE) |

| 1992. augusztus 1. 16:30 | Dél-Korea (KOR)                                    | 27–27   | Ausztria (AUT)  | Játékvezetők: H. E. Thomas, J. K. Thomas (GER) |
| 1992. augusztus 1. 16:30 | Im Ogjong (Im O-Gyeong), O Szongok (Oh Seong-Ok) 6 | (12–12) | Kolar-Merdan 11 | Játékvezetők: H. E. Thomas, J. K. Thomas (GER) |
| 1992. augusztus 1. 16:30 |                                                    |         |                 | Játékvezetők: H. E. Thomas, J. K. Thomas (GER) |

| 1992. augusztus 3. 11:30 | Norvégia (NOR)        | 19–17  | Ausztria (AUT) | Játékvezetők: Lelong, Tancrez (FRA) |
| 1992. augusztus 3. 11:30 | Sagstuen, Svendsen, 4 | (9–10) | Matei 7        | Játékvezetők: Lelong, Tancrez (FRA) |
| 1992. augusztus 3. 11:30 |                       |        |                | Játékvezetők: Lelong, Tancrez (FRA) |

Az 5. helyért
| 1992. augusztus 7. 11:00 | Egyesült Államok (USA) | 17–26  | Ausztria (AUT) | Játékvezetők: Convents, Xhonneux (BEL) |
| 1992. augusztus 7. 11:00 | Cain 5                 | (6–11) | Matei 7        | Játékvezetők: Convents, Xhonneux (BEL) |
| 1992. augusztus 7. 11:00 |                        |        |                | Játékvezetők: Convents, Xhonneux (BEL) |

| Csapat         | Helyezés |
| -------------- | -------- |
| Ausztria (AUT) | 5.       |

## Lovaglás
Díjlovaglás
| Versenyző         | Ló            | Versenyszám | Selejtező | Selejtező | Selejtező | Selejtező | Selejtező | Selejtező | Selejtező | Selejtező | Selejtező | Selejtező | Selejtező  | Selejtező  | Döntő  | Döntő  | Döntő  | Döntő  | Döntő  | Döntő  | Döntő  | Döntő  | Döntő  | Döntő  | Döntő      | Helyezés |
| Versenyző         | Ló            | Versenyszám | 1. kör    | 1. kör    | 2. kör    | 2. kör    | 3. kör    | 3. kör    | 4. kör    | 4. kör    | 5. kör    | 5. kör    | Összesítés | Összesítés | 1. kör | 1. kör | 2. kör | 2. kör | 3. kör | 3. kör | 4. kör | 4. kör | 5. kör | 5. kör | Összesítés | Helyezés |
| Versenyző         | Ló            | Versenyszám | Pont      | Hely.     | Pont      | Hely.     | Pont      | Hely.     | Pont      | Hely.     | Pont      | Hely.     | Pont       | Hely.      | Pont   | Hely.  | Pont   | Hely.  | Pont   | Hely.  | Pont   | Hely.  | Pont   | Hely.  | Pont       | Helyezés |
| ----------------- | ------------- | ----------- | --------- | --------- | --------- | --------- | --------- | --------- | --------- | --------- | --------- | --------- | ---------- | ---------- | ------ | ------ | ------ | ------ | ------ | ------ | ------ | ------ | ------ | ------ | ---------- | -------- |
| Sissy Max-Theurer | Liechtenstein | Egyéni      | 309       | 12.       | 323       | 11.       | 318       | 8.        | 320       | 6.        | 315       | 7.        | 1585       | 7.         | 271    | 9.     | 281    | 6.     | 283    | 7.     | 282    | 6.     | 263    | 14.    | 1380       | 8.       |

Díjugratás
| Versenyző                                          | Ló                                          | Versenyszám | Selejtező | Selejtező | Selejtező | Selejtező | Selejtező | Selejtező    | Selejtező  | Selejtező  | Döntő   | Döntő   | Döntő         | Döntő         | Végeredmény | Végeredmény |
| Versenyző                                          | Ló                                          | Versenyszám | 1. kör    | 1. kör    | 2. kör    | 2. kör    | 2. kör    | 3. kör       | Összesítés | Összesítés | 1. kör  | 1. kör  | 2. kör        | 2. kör        | Végeredmény | Végeredmény |
| Versenyző                                          | Ló                                          | Versenyszám | Pont      | Hely.     | Pont      | Össz.     | Hely.     | Pont         | Pont       | Hely.      | Bünt.   | Hely.   | Bünt.         | Hely.         | Pont/Bünt   | Helyezés    |
| -------------------------------------------------- | ------------------------------------------- | ----------- | --------- | --------- | --------- | --------- | --------- | ------------ | ---------- | ---------- | ------- | ------- | ------------- | ------------- | ----------- | ----------- |
| Boris Boor                                         | Love Me Tender                              | Egyéni      | 0,00      | 81.       | 0,00      | 0,00      | 83.       | visszalépett | 0,00       | 83.        | kiesett | kiesett | kiesett       | kiesett       | 0,00        | 83.*        |
| Thomas Frühmann                                    | Genius                                      | Egyéni      | 82,50     | 1.        | 84,50     | 167,00    | 1.        |              | 167,00     | 19.        | 8,00    | 14.     | nem ért célba | nem ért célba | 8,00        | 21.         |
| Jörg Münzner                                       | Graf Grande                                 | Egyéni      | 64,50     | 23.       | 48,00     | 112,50    | 28.       |              | 112,50     | 56.        | kiesett | kiesett | kiesett       | kiesett       | 112,50      | 56.         |
| Hugo Simon                                         | Apricot D                                   | Egyéni      | 82,50     | 1.        | 72,50     | 155,00    | 4.        |              | 155,00     | 27.        | 8,50    | 24.     | kiesett       | kiesett       | 8,50        | 24.         |
| Boris Boor Thomas Frühmann Jörg Münzner Hugo Simon | Love Me Tender Genius Graf Grande Apricot D | Csapat      |           |           |           |           |           |              |            |            | 4,25    | 2.      | 12,50         | 4.            | 16,75       |             |

## Műugrás
Férfi
| Versenyző      | Versenyszám    | Elődöntő | Elődöntő | Döntő   | Döntő    |
| Versenyző      | Versenyszám    | Pont     | Helyezés | Pont    | Helyezés |
| -------------- | -------------- | -------- | -------- | ------- | -------- |
| Jürgen Richter | Egyéni műugrás | 336,78   | 24.      | kiesett | kiesett  |
| Niki Stajković | Egyéni műugrás | 339,75   | 22.      | kiesett | kiesett  |

## Sportlövészet
Férfi
| Versenyző           | Versenyszám           | Selejtező | Selejtező | Döntő   | Döntő    |
| Versenyző           | Versenyszám           | Pont      | Helyezés  | Pont    | Helyezés |
| ------------------- | --------------------- | --------- | --------- | ------- | -------- |
| Thomas Farnik       | Légpuska              | 590       | 6.        | 690,2   | 6.       |
| Thomas Farnik       | Sportpuska, összetett | 1160      | 14.*      | kiesett | kiesett  |
| Wolfram Waibel, Jr. | Sportpuska, összetett | 1140      | 38.*      | kiesett | kiesett  |
| Wolfram Waibel, Jr. | Légpuska              | 589       | 11.*      | kiesett | kiesett  |
| Wolfram Waibel, Jr. | Sportpuska, fekvő     | 596       | 11.***    | kiesett | kiesett  |
| Wolfram Waibel, Sr. | Sportpuska, fekvő     | 591       | 31.****   | kiesett | kiesett  |

Női
| Versenyző   | Versenyszám   | Selejtező | Selejtező | Döntő   | Döntő    |
| Versenyző   | Versenyszám   | Pont      | Helyezés  | Pont    | Helyezés |
| ----------- | ------------- | --------- | --------- | ------- | -------- |
| Jana Kubala | Légpisztoly   | 378       | 12.**     | kiesett | kiesett  |
| Jana Kubala | Sportpisztoly | 575       | 14.***    | kiesett | kiesett  |

Nyílt
| Versenyző        | Versenyszám | Selejtező | Selejtező | Elődöntő | Elődöntő | Döntő   | Döntő    |
| Versenyző        | Versenyszám | Pont      | Helyezés  | Pont     | Helyezés | Pont    | Helyezés |
| ---------------- | ----------- | --------- | --------- | -------- | -------- | ------- | -------- |
| Josef Hahnenkamp | Skeet       | 144       | 33.*****  | kiesett  | kiesett  | kiesett | kiesett  |

* - egy másik versenyzővel azonos eredményt ért el

** - két másik versenyzővel azonos eredményt ért el

*** - három másik versenyzővel azonos eredményt ért el

**** - hét másik versenyzővel azonos eredményt ért el

***** - nyolc másik versenyzővel azonos eredményt ért el

## Szinkronúszás
| Versenyző                         | Versenyszám | Selejtező           | Selejtező           | Selejtező       | Selejtező  | Selejtező  | Döntő           | Döntő      | Helyezés |
| Versenyző                         | Versenyszám | Technikai gyakorlat | Technikai gyakorlat | Zenés gyakorlat | Összesítés | Összesítés | Zenés gyakorlat | Összesítés | Helyezés |
| Versenyző                         | Versenyszám | Pont                | Hely.               | Pont            | Pont       | Hely.      | Pont            | Pont       | Helyezés |
| --------------------------------- | ----------- | ------------------- | ------------------- | --------------- | ---------- | ---------- | --------------- | ---------- | -------- |
| Beatrix Müllner                   | Egyéni      | 82,363              | 40.                 | 90,240          | 172,603    | 17.        | kiesett         | kiesett    | 17.      |
| Christine Müllner                 | Egyéni      | 83,207              | 36.                 | kiesett         | kiesett    | kiesett    | kiesett         | kiesett    | kiesett  |
| Beatrix Müllner Christine Müllner | Páros       | 82,785              | 13.                 | 90,600          | 173,358    | 13.        | kiesett         | kiesett    | 13.      |

## Tenisz
Férfi
| Versenyző     | Versenyszám | 64-es főtábla                                    | 32-es főtábla     | Nyolcaddöntő      | Negyeddöntő       | Elődöntő          | Döntő             | Helyezés |
| Versenyző     | Versenyszám | Ellenfél Eredmény                                | Ellenfél Eredmény | Ellenfél Eredmény | Ellenfél Eredmény | Ellenfél Eredmény | Ellenfél Eredmény | Helyezés |
| ------------- | ----------- | ------------------------------------------------ | ----------------- | ----------------- | ----------------- | ----------------- | ----------------- | -------- |
| Thomas Muster | Egyes       | Henri Leconte (FRA) · 6-7(5–7), · 6-7(9–11), 4-6 | kiesett           | kiesett           | kiesett           | kiesett           | kiesett           | 33.      |
| Horst Skoff   | Egyes       | Magnus Larsson (SWE) · 2-6, 3-6, 3-6             | kiesett           | kiesett           | kiesett           | kiesett           | kiesett           | 33.      |

Női
| Versenyző                   | Versenyszám | 64-es főtábla                             | 32-es főtábla                                                         | Nyolcaddöntő                                                         | Negyeddöntő       | Elődöntő          | Döntő             | Helyezés |
| Versenyző                   | Versenyszám | Ellenfél Eredmény                         | Ellenfél Eredmény                                                     | Ellenfél Eredmény                                                    | Ellenfél Eredmény | Ellenfél Eredmény | Ellenfél Eredmény | Helyezés |
| --------------------------- | ----------- | ----------------------------------------- | --------------------------------------------------------------------- | -------------------------------------------------------------------- | ----------------- | ----------------- | ----------------- | -------- |
| Barbara Paulus              | Egyes       | Monique Javer (GBR) · 6-7(9-11), 6-4, 6-3 | Anke Huber (GER) · 4-6, 1-6                                           | kiesett                                                              | kiesett           | kiesett           | kiesett           | 17.      |
| Petra Ritter                | Egyes       | Eugenia Maniokova (EUN) · 1-6, 6-7(4-7)   | kiesett                                                               | kiesett                                                              | kiesett           | kiesett           | kiesett           | 33.      |
| Judith Wiesner              | Egyes       | Conchita Martínez (ESP) · 6-4, 1-6, 2-6   | kiesett                                                               | kiesett                                                              | kiesett           | kiesett           | kiesett           | 33.      |
| Petra Ritter Judith Wiesner | Páros       |                                           | Lettország (LAT) · Agnese Blumberga · Larisa Neilande · 6-4, 5-7, 6-3 | Egyesített Csapat (EUN) · Leila Meszhi · Natallja Zverava · 1-6, 1-6 | kiesett           | kiesett           | kiesett           | 9.       |

## Tollaslabda
| Versenyző                | Versenyszám | Selejtező                               | 32-es főtábla                                          | Nyolcaddöntő      | Negyeddöntő       | Elődöntő          | Döntő             | Helyezés |
| Versenyző                | Versenyszám | Ellenfél Eredmény                       | Ellenfél Eredmény                                      | Ellenfél Eredmény | Ellenfél Eredmény | Ellenfél Eredmény | Ellenfél Eredmény | Helyezés |
| ------------------------ | ----------- | --------------------------------------- | ------------------------------------------------------ | ----------------- | ----------------- | ----------------- | ----------------- | -------- |
| Hannes Fuchs             | Férfi egyes | Niroshan Wijekoon (SRI) · 15-9, 15-11   | Dípankar Bhattacsarja (IND) · 15-8, 11-15, 11-15       | kiesett           | kiesett           | kiesett           | kiesett           | 17.      |
| Jürgen Koch              | Férfi egyes | Stephan Kuhl (GER) · 17-14, 12-15, 15-2 | Vóng Vaj-lap (Wong Wai Lap) (HKG) · 18-17, 6-15, 3-15  | kiesett           | kiesett           | kiesett           | kiesett           | 17.      |
| Hannes Fuchs Jürgen Koch | Férfi páros |                                         | Kanada (CAN) · David Humble · Anil Kaul · 11-15, 11-15 | kiesett           | kiesett           | kiesett           | kiesett           | 17.      |

## Úszás
Férfi
| Versenyző        | Versenyszám    | Előfutam | Előfutam | Előfutam | Döntő   | Döntő   | Döntő   | Helyezés |
| Versenyző        | Versenyszám    | Idő      | Hely.    | Össz.    | Típus   | Idő     | Hely.   | Helyezés |
| ---------------- | -------------- | -------- | -------- | -------- | ------- | ------- | ------- | -------- |
| Alexander Brandl | 100 m pillangó | 55,45    | 4.       | 26.*     | kiesett | kiesett | kiesett | kiesett  |
| Alexander Brandl | 200 m pillangó | 2:02,88  | 4.       | 32.      | kiesett | kiesett | kiesett | kiesett  |

Női
| Versenyző     | Versenyszám  | Előfutam | Előfutam | Előfutam | Döntő   | Döntő   | Döntő   | Helyezés |
| Versenyző     | Versenyszám  | Idő      | Hely.    | Össz.    | Típus   | Idő     | Hely.   | Helyezés |
| ------------- | ------------ | -------- | -------- | -------- | ------- | ------- | ------- | -------- |
| Martina Nemec | 100 m mell   | 1:13,34  | 1.       | 25.      | kiesett | kiesett | kiesett | kiesett  |
| Martina Nemec | 200 m mell   | 2:36,65  | 1.       | 25.      | kiesett | kiesett | kiesett | kiesett  |
| Martina Nemec | 200 m vegyes | 2:22,63  | 4.       | 27.      | kiesett | kiesett | kiesett | kiesett  |

* - egy másik versenyzővel azonos időt ért el

## Vitorlázás
Férfi
| Versenyző                    | Versenyszám     | Futam | Futam  | Futam | Futam  | Futam | Futam | Futam | Futam  | Futam | Futam | Pontszám | Helyezés |
| Versenyző                    | Versenyszám     | 1     | 2      | 3     | 4      | 5     | 6     | 7     | 8      | 9     | 10    | Pontszám | Helyezés |
| ---------------------------- | --------------- | ----- | ------ | ----- | ------ | ----- | ----- | ----- | ------ | ----- | ----- | -------- | -------- |
| Christoph Sieber             | Szörfvitorlázás | 24,0  | 14,0   | 3,0   | 11,7   | 3,0   | 18,0  | 11,7  | (33,0) | 5,7   | 19,0  | 110,1    | 5.       |
| Hans Spitzauer               | Finn dingi      | 15,0  | (24,0) | 10,0  | 21,0   | 5,7   | 5,7   | 22,0  |        |       |       | 79,4     | 8.       |
| Christian Binder Markus Piso | 470-es osztály  | 8,0   | 26,0   | 30,0  | (37,0) | 31,0  | 29,0  | 29,0  |        |       |       | 153,0    | 26.      |

Nyílt
| Versenyző                            | Versenyszám     | Futam | Futam | Futam | Futam  | Futam | Futam | Futam  | Pontszám | Helyezés |
| Versenyző                            | Versenyszám     | 1     | 2     | 3     | 4      | 5     | 6     | 7      | Pontszám | Helyezés |
| ------------------------------------ | --------------- | ----- | ----- | ----- | ------ | ----- | ----- | ------ | -------- | -------- |
| Friedrich Gruber Hubert Raudaschl    | Csillaghajó     | 21,0  | 24,0  | 24,0  | 17,0   | 17,0  | 20,0  | (28,0) | 123,0    | 20.      |
| Andreas Hagara Roman Hagara          | Tornádó         | 11,7  | 11,7  | 0,0   | (24,0) | 8,0   | 19,0  | 15,0   | 65,4     | 7.       |
| Markus Schneeberger Stephan Schurich | Repülő hollandi | 13,0  | 25,0  | 24,0  | 17,0   | 14,0  | 14,0  | (27,0) | 107,0    | 16.      |

| Versenyző                                    | Versenyszám | Előfutam | Előfutam | Előfutam | Előfutam | Előfutam | Előfutam | Előfutam | Előfutam | Csoportkör | Csoportkör | Csoportkör | Csoportkör | Csoportkör | Csoportkör | Csoportkör | Kieséses szakasz | Kieséses szakasz | Helyezés |
| Versenyző                                    | Versenyszám | 1        | 2        | 3        | 4        | 5        | 6        | Pont     | Hely.    |            |            |            |            |            | Pont       | Hely.      | Elődöntő         | Döntő            | Helyezés |
| -------------------------------------------- | ----------- | -------- | -------- | -------- | -------- | -------- | -------- | -------- | -------- | ---------- | ---------- | ---------- | ---------- | ---------- | ---------- | ---------- | ---------------- | ---------------- | -------- |
| Stefan Lindner Michael Luschan Georg Stadler | Soling      | 15,0     | 21,0     | 23,0     | 15,0     | 24,0     | (25,0)   | 98,0     | 19.      | kiesett    | kiesett    | kiesett    | kiesett    | kiesett    | kiesett    | kiesett    | kiesett          | kiesett          | 19.      |

## Vívás
Férfi
| Versenyző                                                                  | Versenyszám | Csoportkör | Csoportkör | Selejtező                        | 32-es főtábla                          | Egyenes ág a negyeddöntőért       | Egyenes ág a negyeddöntőért      | Vigaszág a negyeddöntőért       | Vigaszág a negyeddöntőért       | Vigaszág a negyeddöntőért          | Vigaszág a negyeddöntőért       | Negyeddöntő                     | Elődöntő          | Döntő             | Helyezés |
| Versenyző                                                                  | Versenyszám | Csoportkör | Csoportkör | Selejtező                        | 32-es főtábla                          | 1. kör                            | 2. kör                           | 1. kör                          | 2. kör                          | 3. kör                             | 4. kör                          | Negyeddöntő                     | Elődöntő          | Döntő             | Helyezés |
| Versenyző                                                                  | Versenyszám | Ellenfél Eredmény | Hely.      | Ellenfél Eredmény                | Ellenfél Eredmény                      | Ellenfél Eredmény                 | Ellenfél Eredmény                | Ellenfél Eredmény               | Ellenfél Eredmény               | Ellenfél Eredmény                  | Ellenfél Eredmény               | Ellenfél Eredmény               | Ellenfél Eredmény | Ellenfél Eredmény | Helyezés |
| -------------------------------------------------------------------------- | ----------- | --- | ---------- | -------------------------------- | -------------------------------------- | --------------------------------- | -------------------------------- | ------------------------------- | ------------------------------- | ---------------------------------- | ------------------------------- | ------------------------------- | ----------------- | ----------------- | -------- |
| Michael Ludwig                                                             | Tőr, egyéni | 6. csoport · Ulrich Schreck (GER) · 4-5 · Oscar García Pérez (CUB) · 5-4 · Donald McKenzie (GBR) · 5-3 · Vu Hszing-jao (Wu Xing Yao) (HKG) · 4-5 · Nagano Josihide (JPN) · 3-5   | 3.         | Kim Jongho (KOR) · 5-2, 1-5, 6-4 | Philippe Omnès (FRA) · 1-5, 3-5        |                                   |                                  | Jonathan Davis (GBR) · 2-5, 3-5 | kiesett                         | kiesett                            | kiesett                         | kiesett                         | kiesett           | kiesett           | 31.      |
| Anatol Richter                                                             | Tőr, egyéni | 3. csoport · Érsek Zsolt (HUN) · 1-5 · Jonathan Davis (GBR) · 1-5 · Udo Wagner (GER) · 5-4 · Eric Bravin (USA) · 5-0 · Enzo da Ponte (PAR) · 5-2 · Wong Liang Hun (SIN) · 5-2    | 4.         | erőnyerő                         | Thorsten Weidner (GER) · 6-5, 3-5, 6-4 | Ola Kajbjer (SWE) · 5-3, 3-5, 1-5 |                                  |                                 | Jonathan Davis (GBR) · 5-1, 6-4 | Dmitrij Sevcsenko (EUN) · 6-4, 6-5 | Philippe Omnès (FRA) · 1-5, 3-5 | kiesett                         | kiesett           | kiesett           | 11.      |
| Joachim Wendt                                                              | Tőr, egyéni | 8. csoport · Mauro Numa (ITA) · 5-3 · José Francisco Guerra (ESP) · 5-1 · Maged Abdallah (EGY) · 5-2 · Tang Kvóng-hou (Tang Kwong Hau) (HKG) · 5-2 · Adam Krzesiński (POL) · 4-5 | 1.         | erőnyerő                         | Patrick Groc (FRA) · 1-5, 5-1, 5-3     | Érsek Zsolt (HUN) · 5-3, 2-5, 5-3 | Mauro Numa (ITA) · 5-6, 5-1, 5-2 |                                 |                                 |                                    |                                 | Philippe Omnès (FRA) · 3-5, 3-5 | kiesett           | kiesett           | 8.       |
| Robert Blaschka Michael Ludwig Merten Mauritz Anatol Richter Joachim Wendt | Tőr, csapat | 4. csoport · Németország (GER) · 3-9 · Magyarország (HUN) · 4-9 | 3.         |                                  |                                        |                                   |                                  |                                 |                                 |                                    |                                 | kiesett                         | kiesett           | kiesett           | 11.      |